# Sauvian
Sauvian település Franciaországban, Hérault megyében. Lakosainak száma 5498 fő (2022. január 1.). Sauvian Béziers, Sérignan, Vendres és Villeneuve-lès-Béziers községekkel határos.

## Népesség
A település népessége az elmúlt években az alábbi módon változott:
| Lakosok száma | 826  | 2030 | 3178 | 4109 | 4756 | 5156 | 5353 | 5485 | 5483 | 5498 |
|               | 1968 | 1982 | 1990 | 2006 | 2013 | 2015 | 2017 | 2019 | 2020 | 2022 |